# کریگ برور
کریگ برور (انگلیسی: Craig Brewer؛ زادهٔ ۶ دسامبر ۱۹۷۱) فیلم‌نامه‌نویس، تهیه‌کننده و کارگردان اهل ایالات متحده آمریکا است. 